# 硫化铬
硫化铬是一种无机化合物，化学式为Cr2S3。

## 制备
硫化铬可以由单质化合而成：
2 Cr + 3 S → Cr2S3
也可通过硫化氢气体和无水氯化铬反应得到：
2 CrCl3(s) + 3 H2S(g) → Cr2S3(s) + 6 HCl(g)